# Templo Guandu

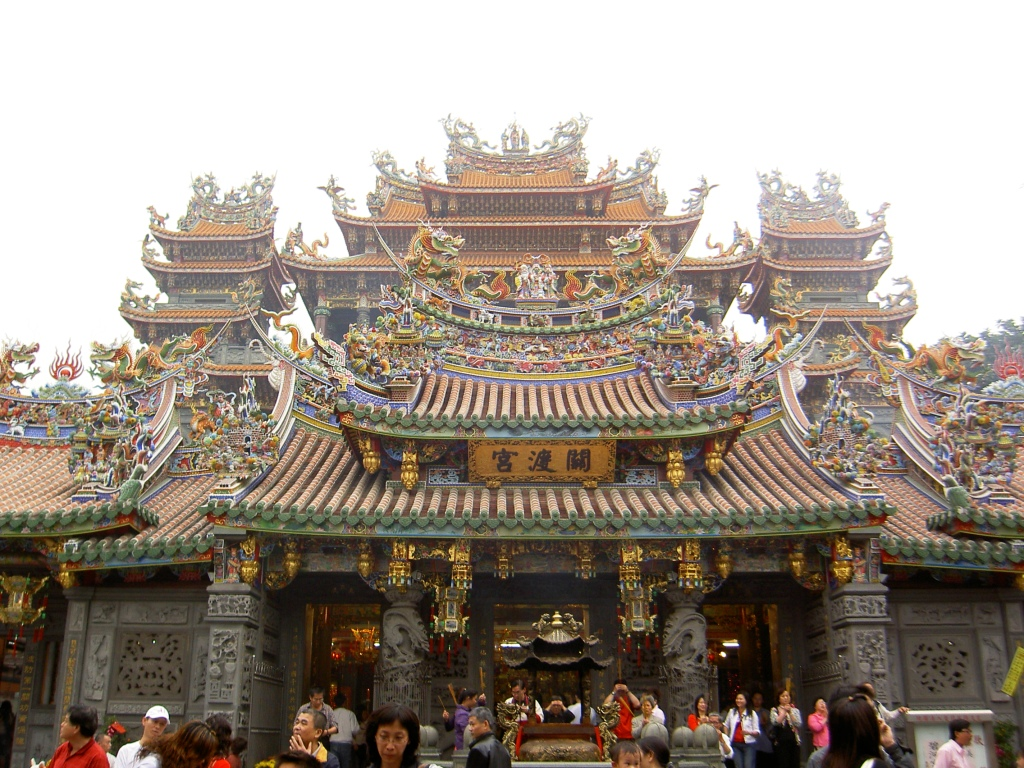
Imagen de la entrada en 2007.

Guandu (en caracteres chinos tradicionales: 關渡宮) es un templo taoísta situado en Taipéi (Taiwán), al sur del distrito Danshui. Construido en 1661, se trata de uno de los templos más antiguos que se conservan en la isla.
A la derecha del vestíbulo principal existe un túnel de más de cien metros de longitud que atraviesa la montaña y contiene altares de diversas deidades, algunos con pinturas de colores brillantes, y va a parar a un mirador sobre la ribera de Danshui. Dicho mirador es un balcón intrincadamente tallado en piedra y pintado. La fachada trasera del templo es de mármol blanco y da a un parque desde donde se puede contemplar un gran friso.